# DDT (프로레슬링)

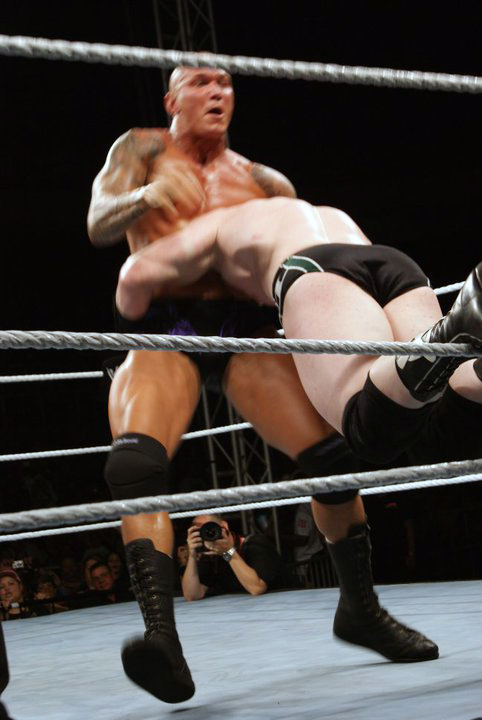
랜디 오턴의 DDT

DDT는 프로레슬링의 기술 중 하나이다. 제이크 로버츠가 발명한 기술로 여겨지지만, 1970년대에 멕시코의 레슬러 블랙 고드먼이 이 기술의 가장 유명한 레슬러로 알려져 있다.